# Doris Stauffer
Pour les articles homonymes, voir Stauffer.
Doris Stauffer est une artiste et féministe suisse, née le 21 juillet 1934 à Amden et morte le 26 avril 2017 à Zurich.
Elle est la cofondatrice de l'école d'art expérimental F+F de Zurich (de) et l'une des fondatrices du Mouvement de libération des femmes.

## Biographie

### Origine et famille
Doris Stauffer naît Doris Kloetzer le 21 juillet 1934 à Amden, dans le canton de Saint-Gall, en Suisse. Elle est originaire de Signau, dans le canton de Berne.
Son père, Eduard Kloetzer, est un pédagogue curatif (de) ; sa mère est née Gertrud Gygax. Elle a une sœur aînée.
Elle passe la première année de sa vie à Amden, où ses parents dirigent un foyer pour enfants « difficiles ». Après la mort accidentelle de son père, elle vit d'abord chez ses grands-parents paternels à Bottmingen, dans le canton de Bâle-Campagne ; séparée de sa sœur et de sa mère, ce n'est qu'à la suite du deuxième mariage de cette dernière qu'elle peut la rejoindre à Coire, dans le canton des Grisons, en 1942.
Elle épouse Serge Stauffer (de), un artiste et médiateur artistique, en 1954. Ils ont trois enfants.

### Formation
Doris Kloetzer n'achève pas ses études gymnasiales. Elle suit à partir de 1952 des cours de photographie à l'école des arts appliqués de Zurich auprès de Hans Finsler (de) et y passe son examen final en 1955. C'est dans cette école qu'elle fait la connaissance de son mari.

### Parcours professionnel
À partir de 1969, elle dirige avec son mari la classe Farbe und Form (couleur et forme) à l'école des arts appliqués de Zurich. Ils sont cependant licenciés en 1970 par la direction en raison de leurs méthodes d'enseignement et de leur engagement politique.
En 1971, ils fondent avec d'autres artistes l'école d'art expérimental F+F de Zurich (de). Contrairement aux écoles d'arts appliqués publiques, l'admission à cet établissement privé n'était soumise à aucun prérequis ; l'accent était mis sur la création artistique, collective et performative, et non sur la formation professionnelle.

### Parcours artistique et féministe
Les activités artistiques et féministes de Doris Stauffer sont influencées par son expérience de jeune mère. Représentante du mouvement de l'art féministe des années 1970, elle réalise en effet des assemblages à partir d'objets du quotidien comme des couverts, des aiguilles et du fil.
De plus en plus insatisfaite de son rôle de femme au foyer, elle entre en contact avec des militantes du nouveau mouvement des femmes. En 1969, elle participe à la fondation du Mouvement de libération des femmes. Comme d'autres artistes de l'avant-garde féministe, elle rompt avec l'esthétique courante de manière subversive et avec humour, en utilisant de nouveaux moyens d'expression tels que la photographie, les installations et les performances.
Dans ses œuvres, elle traite de la subordination de la femme au niveau politique, social et familial, des contraintes liées à la beauté et aux idéaux corporels, ainsi que de l'autonomisation féminine. En 1975, elle crée par exemple le diorama Patriarchales Panoptikum (panoptique patriarcal) et les Peniswärmer (chauffe-pénis) en tricot.
En 1977 et 1978, Doris Stauffer organise des cours de sorcellerie réservés aux femmes à l'école d'art expérimental F+F de Zurich (de), afin de renforcer le pouvoir des femmes et leur confiance en elles-mêmes.
À partir des années 1980, elle se retire pratiquement de la vie publique tout en continuant à écrire, notamment pour Die Wochenzeitung. Elle vend par ailleurs des pains d'épices sur divers marchés zurichois.

### Critiques et reconnaissance
Le monde de l'art relègue longtemps les œuvres de Doris Stauffer au rang d'art féminin. Elle est également critiquée par certaines féministes, au sein même du Mouvement de libération des femmes, qui lui reprochent de reproduire, à travers l'utilisation de matériaux féminins, des stéréotypes de genre.
Au tournant du millénaire, sa production multiforme est revalorisée et son action pour le mouvement des femmes reconnu. Son art, qui suscite un grand intérêt, est présenté dans l'exposition Serge Stauffer – Kunst als Forschung à Zurich en 2013 et dans des expositions individuelles à Zurich en 2014 et à Paris en 2019.
Elle reçoit la distinction pour mérites culturels particuliers de la ville de Zurich pour l'ensemble de son œuvre en 2015.

### Mort
Doris Stauffer meurt sans signe annonciateur d'un arrêt cardiaque le 26 avril 2017 à son domicile de Zurich, à l'âge de 82 ans,.

## Filmographie
- (gsw) Chantal Küng, Doris, wie lernt eine Hexe?, documentaire, avril 2019, 48 min [lire en ligne (page consultée le 28 janvier 2025)]